# Antonio Fratti
Pour les articles homonymes, voir Fratti.
Antonio Fratti (Forli, 15 mai 1845 - Domokos, 17 mai 1897) est un patriote, homme politique, avocat et publiciste italien.

## Biographie
Attiré par les idées républicaines, il rejoint les volontaires de Garibaldi, combattant à ses côtés lors de la troisième guerre d'indépendance italienne dans le Trentin en 1866, à Mentana en 1867 et en France en 1870.
Il est le dépositaire du testament de Guglielmo Oberdan, qu'il lui a remis avant de faire le serment de se sacrifier.
Il est diplômé en droit et est écrivain et poète. Après avoir publié des articles dans divers journaux et avoir également été directeur de Il dovere di Roma, il fonde la Rivista popolare. Dans les années 1870, il est vice-président du Cercle Giuseppe Mazzini de Forlì. Fratti est l'un des protagonistes de plusieurs congrès du Pacte de fraternité entre les sociétés ouvrières, ayant déjà rejoint son comité directeur en 1882.
En 1884, il se précipite à Naples pour aider la ville frappée par le choléra.
Il est élu député de Forlì de 1892 à 1895, puis de nouveau en 1897, s'opposant toujours à la politique de Francesco Crispi. En 1897, il se porte volontaire avec Ricciotti Garibaldi dans la guerre gréco-turque aux côtés des Grecs, et est tué lors d'un affrontement entre les Grecs et les Ottomans dans le village de Domokos, en Thessalie.
Son corps est transféré à Forlì en 1902 pour reposer dans le Panthéon du cimetière de la ville.
Giovanni Pascoli lui a dédié l'ode Ad Antonio Fratti.
Le studio photographique Gian Battista Canè a dédié une image sur carte, comme un "santino", à sa mémoire. La photo de Fratti en haut de cette page est tirée de cette carte.

## Galerie de photos

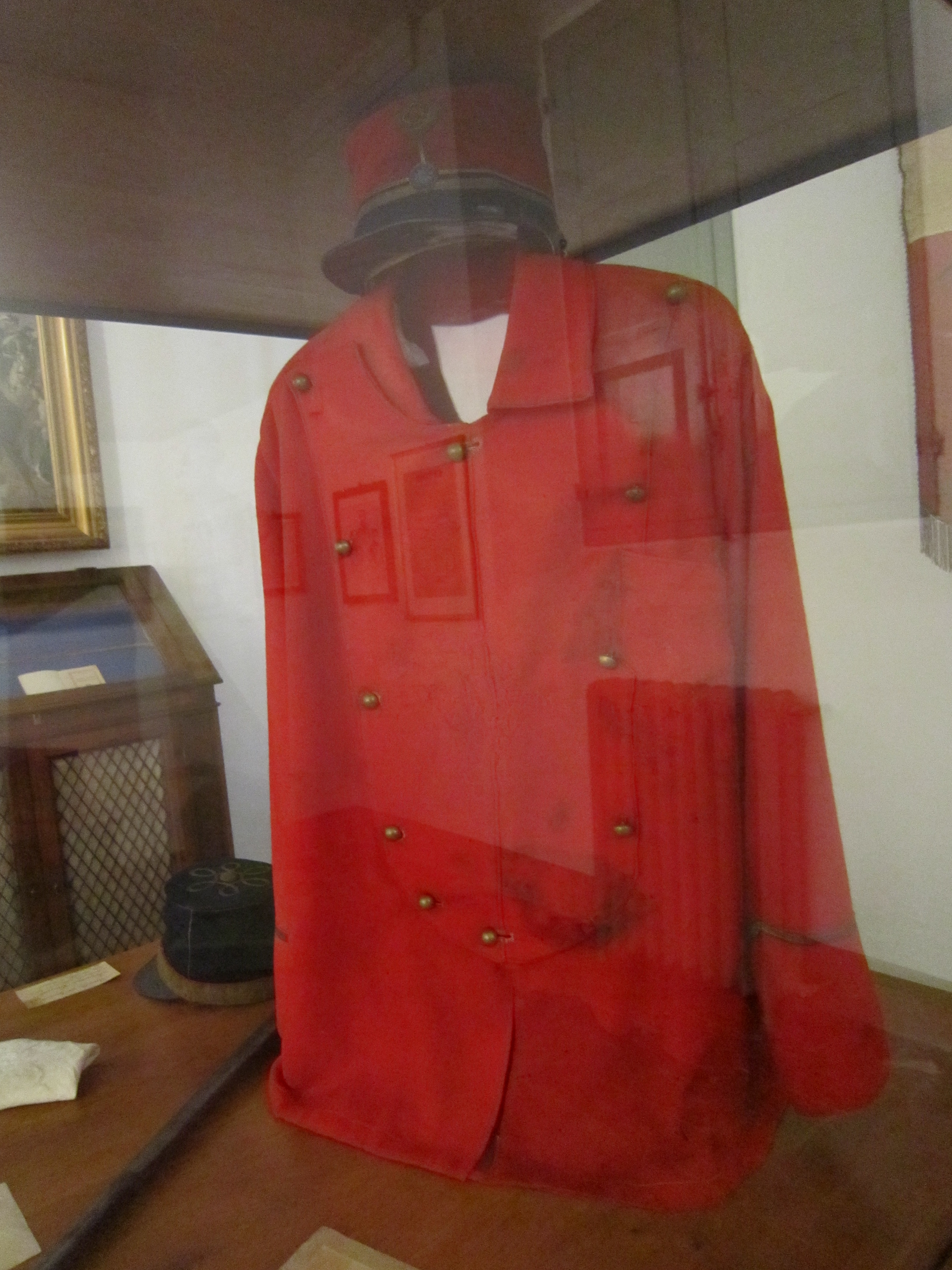
Uniforme des Chemises rouges d'Antonio Fratti portant des traces de son sang